# 乡士 (日本)
鄉士，是日本江户时代武士的一种。享受持姓佩刀的权力，通常有明确的门第。

## 简述
江户时代的武士通常都居住在城下町，称为城下士。与之相对的，住在乡间的武士称为乡士。地位介于城下士与普通农民之间。由于各地区情况不同，乡士这一称谓也会被误用。
一般来说，乡士的组成大致有以下几种情形：
1. 原本是武家，在兵农分离时离开原住地，后被新领主认定为乡士。这些人多数本是地侍阶级，其中也有被撤藩的战国大名的亲族和家臣，以及一些地头蛇和解甲归田者。他们在居住地都有很强的势力，因此领主们都采取怀柔政策，将他们的身份升格为士；
2. 原本是富商，地主等町人身份，由于给了大名很多钱，或因开垦土地而受到大名褒奖，从而被赋予了乡士地位(另一些是被大名,藩主提拔為武士的相撲人)；
3. 身份卑微，因靠俸禄无法维持生计，被允许从事农业生产的低级武士；
4. 其他特殊的情况（如十津川郷士）。

不过，严格意义上的乡士是指那些有“乡士”、“乡间給人”或“乡足輕”头衔的，被编入大名家臣团里的人。他们会被册封以土地，这些被称为扶持、知行或給地的土地无需向大名缴纳年贡。同时这些人也会耕作一些需要向大名缴纳年贡的土地（也有的作为地主，将土地分割后租给农民）。也就是说，仅仅拥有持姓佩刀权的农民或町人与真正意义上的乡士是有区别的。所以，仅享有持姓佩刀权力的庄屋或富商也不应被称为乡士，最多算作有特权的地主和富豪。
另外，战国时代的许多地侍，因原主人被撤藩，或因未随原主人徙封，且未在新领主处仕官，从而成为了享有持姓佩刀权的普通百姓。这些人通常在当地很有势力，且多在村中掌有要职，兼有地方武装。坂本龍馬就自称为乡士。这些未获公认的乡士，历史上还有不少。

## 相关内容
- 十津川郷士
- 八王子千人同心
- 士绅

### 土佐郷士（土佐藩）
在关原之战前，長宗我部家控制着四国岛，其家臣都因一領具足制度而享有武装。关原之战后，为了安抚这些人，给予了他们郷士地位。不过，山內一豐在受封土佐藩后，将其在做掛川城城主时的家臣和在受封土佐藩前的大坂牢人众，擢升为上士，称为掛川衆或山内侍。这样，土佐藩较之别的藩，其上士和郷士的差别更加分明，也使得两者产生了潜在的敌对关系。在幕府和藩的权力衰弱的幕府末期，许多土佐郷士都投身到了尊王攘夷的运动中。
其中著名的人物有：召集土佐郷士组成土佐勤王党的武市半平太；组建海援隊、促成萨长同盟及为达成大政奉还而竭尽全力的坂本龍馬；还有，第一届众议院议长中島信行。
作为安抚土佐郷士的政策之一，土佐藩特别设立了白札阶级，赐予那些数代都有特别贡献的郷士家族。白札阶级享有同上士阶级一样的待遇。

### 肥後郷士（熊本藩）
肥後郷士实际的称谓是在中御家人。一开始是为了农村行政的需要，同其他藩一样，给予前领主小西氏和加藤氏的那些已经解甲归田的遗臣及当地土豪以郷士身份。另外，对于退役的足轻也给与郷士身份，允许他们持姓佩刀，担任警备边境的任务。例如：被称为地筒或郡筒的铁炮队。但这些职务都是没有俸禄的，铁炮队这个称谓也徒有其名，多由被动员起来的当地劳役和临时的江户守军组成。不过，许多好奇心强的郷士子弟，为了拓展见闻而主动报名加入江户守军。
到了江户时代中后期，用钱换郷士资格的现象越来越多。后来甚至设立了“寸志御家人”的制度，规定了升格为郷士所需的金额，以增加藩的收入。在这种情况下被授予的郷士身份，大约只及普通足轻的资格。有人背地里称他们为“送金侍”（カネ上げ侍）。明治以后，这些人的子孙中拥有士族身份的人被称为“送金士族”（カネ上げ士族）。

### 薩摩郷士（薩摩藩）
薩摩藩的城下集住制及俸禄制与别的藩有所不同，在中世纪时当地开始建立外城制。世代居于此地的大名，将战国时代的国人、当地武士以及在島津氏的九州統一戦时加入的武士，以乡士身份编入家臣团。这些人也城外城士。他们同别的藩士一样，需履行参勤交代、军役等义务。
江户时代初期，鹿儿岛城城下居住的武士被称为“鹿児島衆中”，外城士根据所属的乡的不同，被称为“出水衆中”或“国分衆中”，两者没有太大的区别。乡士多被任命为大島代官付役。不过，中期以后（特别是在島津重豪进行藩政改革之后），“鹿児島衆中”被称为了城下士。由此产生了城下士和乡士两个严格的阶级概念。根据列朝制度，城下士之间会因收养关系而变更身份，互相之间也会通婚。也有城下士在分家时因移居而成为乡士。
乡士阶级内部也有不同等级，上中级乡士被称为“麓”，居住在武家官邸，实际控制着地方行政。而且一旦成为上级乡士，就能获得很多田地与山林，这些田地山林还都不计入石高。后来，武士之间出现了买卖田地的现象（这是违法行为，平民间存在买卖田地的现象，但是乡士同城下士之间的买卖是被禁止的。）。许多乡士在持高制限（薩摩藩根据身份不同对石高的最大持有量的限制）允许的范围内，大量收购土地。使得他们中的许多人的土地拥有量甚至超过了城下士。不过，也有许多乡士完全没有土地，被称为“无高乡士”。这些乡士，被允许从事木工及在家做副业以维持生计。其中也有些上级乡士虽保有武士身份，但不得不从事农业，沦为佃农。
明治维新以后，许多城下士由于失去俸禄而家道中落。与之形成对比的是，许多乡士通过收购土地而成为地主。许多乡士对西南战争态度冷淡。此后，在军阀（藩阀）势力的影响下，离开鹿儿岛成为中央官吏或参军的人多是城下士出生，而成为警察的多为乡士。这样政府中就形成了不同派系。未进入中央者则大多成了各道的公務員、教師、警察官及消防員。二战前，在明治新政下被划归平民的人很难进入政府担任公职。直到战后，因驻日盟军总司令的介入，鹿児島県的政治结构才发生了变化。

## 著名的乡士
- 中馬重方（薩摩藩）
- 坂本龍馬（土佐藩）
- 武市瑞山（土佐藩）
- 高山彦九郎
- 河野広中（三春藩）
- 清河八郎（庄内藩）
- 芹沢鴨（水戸藩）
- 八木源之丞
- 斎藤弥九郎
- 高木兼寛（薩摩藩）
- 寺島宗則（薩摩藩）

## 備註
1. ↑  本富安次郎（旧長岡藩出身）的《薩摩見聞記》曾记载：当地的公务员、教师和警察全部都由士族出任。
2. ↑  《鹿児島県の歴史》，山川出版社出版